# ناحیه بینبرید، میشیگان
ناحیه بینبرید (به انگلیسی: Bainbridge Township) یک منطقهٔ مسکونی در ایالات متحده آمریکا است که در شهرستان برین، میشیگان واقع شده‌است.
 ناحیه بینبرید ۹۱٫۶ کیلومتر مربع مساحت و ۲٬۸۵۰ نفر جمعیت دارد و ۲۲۱ متر بالاتر از سطح دریا واقع شده‌است.